# 理查德角
理查德角（英語：Richard Point），是南極洲的海岬，位於南奧克尼群島的西格尼島，在1990年由英國南極名稱諮詢委員命名，現時由南極條約體系管理。